# Dimitrovgrad (općina)
Dimitrovgrad (bugarski:Община Цариброд, srpski: Општина Димитровград) je općina u Pirotskom okrugu u Srbiji. Središte općine je grad Dimitrovgrad.

## Stanovništvo
Prema popisu stanovništva iz 2002. godine općina je imala 9.913 stanovnika, većinsko stanovništvo čine Bugari kojih ima 49,68%

## Administrativna podjela
Općina Dimitrovgrad podjeljena je 43 naselja.

### Naselja
| - Banjski Dol - Barje - Bačevo - Bilo - Boljev Dol - Borovo - Braćevci - Brebevnica - Verzar - Visočki Odorovci - Vlkovija | - Vrapča - Gojin Dol - Gornji Krivodol i Donji Krivodol - Gornja Nevlja i Donja Nevlja - Planinica - Gradinje - Grapa - Gulenovci - Dimitrovgrad - Dragovita | - Željuša - Izatovci - Iskrovci - Kamenica - Kusa Vrana - Lukavica - Mazgoš - Mojinci - Paskašija - Petačinci | - Petrlaš - Poganovo - Prača - Prtopopinci - Radejna - Skrvenica - Slivnica - Smilovci - Trnski Odorovci - Senokos |